# Alceu Collares
Alceu de Deus Collares (Bagé, 7 de setembro de 1927 — Porto Alegre, 24 de dezembro de 2024) foi um advogado, servidor público e político brasileiro. Foi Governador do Rio Grande do Sul de 1991 a 1995 e Prefeito de Porto Alegre de 1986 a 1989, sendo o primeiro negro a ocupar ambos os cargos.
Collares nasceu na campanha gaúcha, sendo oriundo de uma família muito pobre. Filho de pais analfabetos, foi alfabetizado na infância, mas deixou de frequentar a escola para vender frutas e assim ajudar no sustento da família. Em 1941, tornou-se carteiro do Correios e Telégrafos. Em 1956, após concluir o ensino secundário, foi aprovado no vestibular da Faculdade de Direito da UFRGS e se mudou para Porto Alegre, a capital estadual. Lá, trabalhou como telegrafista e professor, graduando-se em Direito em 1961. Nesta época, interessou-se mais ativamente pela política e passou a acompanhar os discursos de Leonel Brizola, o governador gaúcho que futuramente foi seu aliado e colega de partido.
Em 1963, Collares foi eleito para seu primeiro cargo público eletivo, o de vereador de Porto Alegre. Com o golpe de Estado em 1964 e a imposição do bipartidarismo, filiou-se ao Movimento Democrático Brasileiro. Reeleito vereador em 1968, elegeu-se deputado federal em 1970, em sua segunda tentativa, com a segunda maior votação a nível estadual. Na Câmara dos Deputados, defendeu medidas mais duras contra a ditadura militar e defendeu uma maior distribuição de renda. Em 1974 e 1978, reelegeu-se deputado federal com as maiores votações. Em 1980, com o restabelecimento do sistema multipartidário, filiou-se ao Partido Democrático Trabalhista (PDT), agremiação que ajudou a fundar.
Em 1986, Collares foi eleito prefeito de Porto Alegre no primeiro pleito realizado diretamente desde a ditadura. Em 1990, elegeu-se governador com 61% dos votos, derrotando Nelson Marchezan. No cargo, que exerceu até 1995, criou os Conselhos Regionais de Desenvolvimento (Coredes), empreendeu uma reforma administrativa e uma "revolução na educação", que incluiu o "calendário rotativo" e a construção de dezenas de Cieps. Sendo alvo de uma oposição implacável, desistiu de sua candidatura ao Senado em 1994, mas retornou ao Congresso em 1999. Daquele ano até 2007, exerceu o cargo de deputado federal. Em 2006, candidatou-se pela última vez a um cargo público, de governador, mas não obteve sucesso. Desde então, manteve-se ativo politicamente. De 2008 a 2016, integrou o conselho de administração da Usina Hidrelétrica de Itaipu.

## Origens e juventude

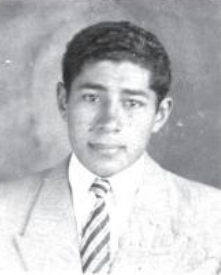
Collares em 1946

Alceu Collares nasceu em 7 de setembro de 1927 em um rancho de torrão de Povo Novo, na zona rural de Bagé. Era filho de João de Deus Collares, um quitandeiro que morreu analfabeto, e de Severina Trassante Collares, uma cozinheira de estância e dona de casa, também analfabeta, que possuía origens indígenas. Além de Alceu, o casal teve as filhas Maria e Manuela. Oriundo de uma família muito pobre, vendia frutas da quitanda de seu pai durante a infância para ajudar no sustento da casa. Posteriormente, recordou: "Foi uma infância como todas as infâncias do mundo da periferia, da pobreza, da miséria, da falta até de comida".
Na juventude, Collares jogava futebol, uma atividade que começou a praticar aos oito-nove anos de idade e que "entrou na minha vida como uma salvação para quem não tinha nenhuma outra forma de brinquedo ou diversão". Aos treze anos, disse ao pai que não queria mais continuar trabalhando como quitandeiro e pediu que lhe arranjasse outro emprego. Foi então que, em 1941, passou a trabalhar no Correios e Telégrafos de Bagé, entregando telegramas, um cargo oferecido por um amigo de seu pai. Como entregador, recebia 250 réis por mês.
Collares foi alfabetizado na escola, mas deixou de frequentá-la aos onze anos de idade, quando seu pai o pôs de auxiliar na quitanda. Adquiriu, porém, o hábito da leitura, que nutriria por vários anos. Voltou a estudar quando tinha mais de vinte anos, completando primeiramente o "Artigo 91", uma prova que substituía o ginásio. Matriculou-se em seguida no Colégio Nossa Senhora Auxiliadora, dos padres católicos, onde concluiu o curso clássico, correspondente ao ensino médio.

## Ingresso na política

Santinho de Collares em sua campanha a vereador de Porto Alegre, em 1963

Em 1956, Collares se mudou junto com a esposa e os dois filhos para Porto Alegre, capital do estado, pois havia sido aprovado no vestibular de Direito da Universidade Federal do Rio Grande do Sul (UFRGS). Na nova cidade, manteve o cargo de telegrafista, para o qual foi designado ainda em Bagé em 1946. Como recebia pouco, também trabalhou como professor de português na Associação Cristã de Moços (ACM), lecionando para alunos de cursos de preparação para concursos.
Em Porto Alegre, Collares interessou-se mais ativamente pela política, inicialmente assistindo aos discursos de Leonel Brizola na Praça da Alfândega. Em 1959, filiou-se ao Partido Trabalhista Brasileiro (PTB) e atuou como sindicalista, sendo escolhido presidente regional da União Brasileira dos Servidores Postais e Telegráficos (UBSPT). No terceiro ano da faculdade, junto com cinco colegas, dois dos quais advogados, alugou um conjunto comercial na Rua Borges de Medeiros para exercer advocacia. Graduou-se pela Faculdade de Direito da UFRGS em 1960. Em 1961, apoiou a Campanha da Legalidade promovida por Brizola para garantir a posse de João Goulart.
No início da carreira política, Collares compreendeu a importância da oratória e buscou aperfeiçoá-la. Treinou a expressão verbal com colegas de trabalho, realizou curso de oratória em São Paulo e manteve-se atualizado em relação aos grandes oradores. Eventualmente, a boa oratória se tornou uma de suas caraterísticas, sendo determinante para suas apresentações públicas e sua carreira política.
Collares concorreu pela primeira vez a um cargo público eletivo em 1963, buscando uma vaga na Câmara Municipal de Porto Alegre. A candidatura foi apoiada por seus colegas dos Correios e Telégrafos. Tinha poucos recursos para despender na campanha, mas sua atuação como líder sindical garantiu-lhe a vitória, com 3.147 votos. No mesmo pleito, o correligionário Sereno Chaise foi eleito prefeito. Décadas mais tarde, referiu: "O PTB era muito grande, tinha grandes nomes como candidatos, e era muito difícil colocar um nome ainda sem expressão. E eu não tinha nome, nem era um ilustre desconhecido, era só desconhecido".
Empossado vereador em janeiro de 1964, três meses antes do golpe de Estado, Collares não teve seu mandato cassado pelo novo regime, ao contrário do prefeito Chaise. Em 1965, com a imposição do bipartidarismo, filiou-se ao Movimento Democrático Brasileiro (MDB), de oposição à ditadura. Dentre as atividades legislativas desenvolvidas neste primeiro mandato, liderou a bancada de seu partido, presidiu a Comissão de Justiça, Redação e Reclamação e integrou uma CPI sobre o aumento das tarifas dos transportes. Em 1966, concorreu a deputado federal, mas a votação recebida, de 16.632 votos, não foi suficiente para elegê-lo, alcançando a primeira suplência; Paulo Brossard foi o último deputado a ser eleito pelo MDB naquele pleito, com 19.014 votos. Em 1968, reelegeu-se vereador com 10.052 votos.

## Deputado federal
Em 1970, Collares foi eleito deputado federal com 74.918 votos, a segunda maior votação do estado, superado apenas por Sinval Guazzelli, da ARENA. Empossado na Câmara dos Deputados em 1971, tornou-se vice-líder do MDB em 1973 e integrou a Comissão de Constituição e Justiça e de Cidadania, inclusive como seu vice-presidente. De acordo com Collares, sua atuação parlamentar era "voltada para o social, os trabalhadores, o inquilinato, o funcionário público". Como deputado de oposição, integrou o grupo Autênticos, que defendia medidas mais duras contra a ditadura militar. O objetivo do grupo, conforme Collares, era fazer com que a direção de seu partido "andasse um pouco mais depressa e cutucasse a onça com vara mais curta".
Collares reelegeu-se deputado federal em 1974, com 120.702 votos, a maior votação do Rio Grande do Sul naquela eleição. Em 1976, defendeu a instauração de uma CPI para averiguar a estrutura salarial brasileira. Collares era crítico ao modelo econômico do país que, em sua concepção, era "concentrador de renda e elitista", limitando a liberdade de expressão e de organização dos trabalhadores. Nos anos 1970, apoiou a liberdade sindical, a criação do seguro-desemprego, a participação dos trabalhadores nos lucros das empresas, o direito à estabilidade e a alteração dos critérios de definição do salário-mínimo, de modo a acompanhar o custo de vida. Quando João Batista Figueiredo era presidente da República, entregou-lhe uma carta para alertá-lo de que revoltas populares poderiam ocorrer se não houvesse uma maior distribuição de renda.
Em 1977, Collares e outros líderes oposicionistas, como Aldo Fagundes, Alencar Furtado, Franco Montoro e Ulysses Guimarães, organizaram o programa do MDB que foi transmitido em rede nacional de rádio e televisão. O tom crítico do programa, que defendia a convocação de uma constituinte e abordou temas como o alto custo de vida e a política salarial, levou a ditadura a cassar o mandato de Furtado como deputado federal com base no Ato Institucional n.º 5. Na época, Collares presidia o Instituto Pedroso Horta e, apesar de também ter participado do programa eleitoral, seu tom foi mais ameno, abordando o salário-mínimo.
Em 1978, Collares foi reeleito para seu terceiro mandato, com 112.640 votos, novamente o deputado federal gaúcho mais votado. Na nova legislatura, propôs o restabelecimento das eleições diretas para a presidência da República e argumentou que o pluripartidarismo era inviável "num regime ditatorial, onde as funções essenciais dos partidos estão proibidas". Como o pluripartidarismo foi aprovado em 1979, aliou-se a Brizola para a formação de uma agremiação trabalhista, acreditando que o trabalhismo representava uma "transição pacífica do capitalismo ao socialismo". O plano era reaver o PTB, mas depois que o Judiciário entregou ao grupo de Ivete Vargas o comando do partido, o grupo brizolista fundou o Partido Democrático Trabalhista (PDT), e Collares filiou-se ao novo partido em 1980, liderando sua bancada na Câmara.
Em 1981, Brizola pediu-lhe que fosse candidato a governador na eleição de 1982, a primeira vez que o país elegia os governadores pela via direta desde o estabelecimento da ditadura; Brizola considerava a candidatura do correligionário uma "vitória política das camadas periféricas da sociedade". Collares aceitou a indicação do partido, como forma de marcar posição e dar-lhe visibilidade. Ele recebeu 775 mil votos, ou 22,8% dos votos válidos, perdendo para Pedro Simon e o governador eleito Jair Soares, ex-ministro de Estado da ditadura. Como não existia segundo turno, Soares elegeu-se com apenas 38,2%, ante 37,5% de Simon. Em 2016, recordou: "tiramos os votos que faltavam para ele [Simon] ganhar do Jair. Mas nunca nos passou, nós queríamos tanto somente implantar a presença do trabalhismo".

## Prefeito de Porto Alegre

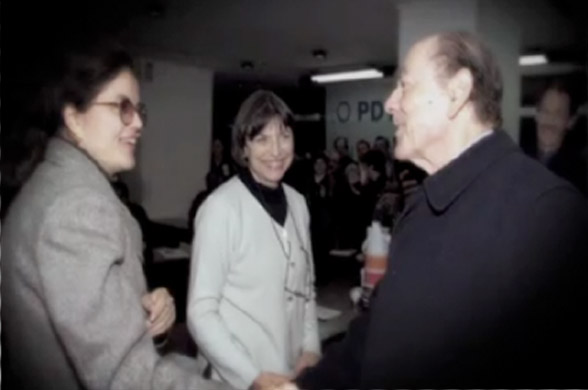
Dilma Rousseff e Leonel Brizola. Collares considerava Brizola sua maior inspiração na política e, como prefeito, nomeou Dilma para seu primeiro cargo executivo

Com o término de seu mandato parlamentar em 1983, Collares foi nomeado assessor da bancada do PDT na Assembleia Legislativa do Rio Grande do Sul e advogou para o Banco do Estado do Rio de Janeiro. Em julho de 1985, foi escolhido pela convenção do PDT como candidato da agremiação à prefeitura de Porto Alegre na eleição de novembro, a primeira realizada diretamente desde a ditadura; Glênio Peres foi o candidato a vice. A plataforma eleitoral incluía três prioridades: a regularização das vilas clandestinas, a educação e a saúde. A participação direta da população nas decisões governamentais também era um componente destacado.
Durante o período eleitoral, Collares liderou as pesquisas de opinião. Naquelas eleições, juntamente com Edvaldo Brito, candidato em Salvador, sua campanha deu "início ao fenômeno das candidaturas negras competitivas nas capitais brasileiras". O economista Carrion Júnior foi seu maior adversário. Embora Carrion tenha reunido quatro partidos (PMDB, PFL, PCB e PCdoB) em sua Aliança Democrática, Collares foi eleito prefeito com 257 mil votos, ou 45,6%, bem à frente de Carrion, que atingiu 173 mil, ou 30,7%. O petista Raul Pont recebeu 12,1% dos votos e Victor Faccioni, o candidato governista do PDS, conseguiu 10,2%.
Empossado em 1º de janeiro de 1986, Collares foi o primeiro negro a ser eleito prefeito da capital gaúcha. O mandato tinha previsão de duração de apenas três anos e não os convencionais quatro, de modo a ajustar o calendário eleitoral. Seu gabinete incluía Dilma Rousseff, futuramente a primeira mulher presidente da República, nomeada por Collares para seu primeiro cargo executivo, o de secretária da Fazenda. Dilma e seu marido, Carlos Araújo, integraram o grupo de criadores do programa de governo de Collares e dedicaram-se à sua candidatura com afinco.
A gestão Collares adotou o lema "O Povo no Governo" e, para aumentar a participação popular nas decisões do poder público, especialmente àquelas relativas ao orçamento, criou os Conselhos Populares. Os conselhos, de acordo com sua regulamentação legal em 1990, eram "instâncias regionais de discussão e elaboração de políticas municipais, formados a partir de entidades representativas de todos os segmentos sociais da região". Na educação, implementou os Centros Integrados de Educação Municipal (CIEM), com educação integral, uma versão gaúcha dos Centros Integrados de Educação Pública (CIEP), um programa que Brizola estava criando no Rio de Janeiro.
No plano nacional, Collares teceu diversas críticas ao presidente José Sarney, prometendo que o governo municipal porto-alegrense seria "uma tribuna de denúncias da ilegitimidade do mandato do presidente José Sarney". O prefeito acreditava que Sarney era ilegítimo por não ter sido eleito presidente e que sua permanência no cargo até 1987 ou 1988 significava uma usurpação. Collares defendia a realização de eleição direta para a presidência em 1986, o que não ocorreu. Em 1988, processou Sarney alegando que este havia cancelado arbitrariamente o repasse de verbas federais para a cidade; Collares também acusou o presidente de cometer "discriminação política e racial".
Collares inaugurou várias obras, como a primeira etapa do programa de urbanização da orla do rio Guaíba, com a aproximação da eleição municipal de 1988, que determinaria o próximo prefeito. A proximidade com o pleito gerou acusações de que as obras tinham o objetivo de favorecer a candidatura do governista Carlos Araújo. Em novembro, Araújo foi derrotado pelo petista Olívio Dutra por 38,9% dos votos a 24,9%, uma diferença de 89,2 mil votos.
Em 1988, com altos índices de inflação, o funcionalismo público ganhava um terço do valor que recebia no início do mandato de Collares. O próprio prefeito reclamava de seu salário, alegando que seus homólogos do interior ganhavam três vezes mais. Em 28 de dezembro de 1988, concedeu um aumento de 112% ao funcionalismo, prevendo, além disso, a correção pela inflação a cada dois meses. A folha de pagamento representava 98% da receita municipal. Olívio assumiu o executivo municipal em 1º de janeiro de 1989 com um déficit orçamentário e o secretário da Fazenda na nova gestão, João Verle, alegou ter herdado "os cofres raspados".

## Governador do Rio Grande do Sul

### Candidatura ao governo em 1990

Mapa com os resultados do segundo turno da eleição para governador de 1990 por município. Em roxo, as cidades vencidas por Collares

Em 1990, Collares lançou-se candidato a governador pela Frente Progressista Gaúcha, formada por PDT, PSDB e PCdoB. José Fogaça (PMDB), Nelson Marchezan (PDS) e Tarso Genro (PT) também se candidataram. Enquanto Collares era apoiado por Brizola, Fogaça recebeu o aval do ex-governador Simon, Marchezan do presidente Fernando Collor e Genro de Luiz Inácio Lula da Silva. A eleição para governador de 1990 foi a primeira com a possibilidade de segundo turno se nenhum candidato ultrapassasse a metade dos votos válidos.
No primeiro turno, Collares liderou as pesquisas de opinião e esforçou-se para vencer sem a necessidade de um segundo turno. No entanto, envolveu-se em uma série de ataques e polêmicas. Sua ex-esposa Antônia protagonizou a maior delas ao declarar publicamente que o candidato abandonou a família e omitiu bens. As acusações de Antônia foram replicadas pelos demais candidatos, assim como alegações de que havia praticado improbidade administrativa e incorrido em equívocos como prefeito da capital. Paralelamente, a imprensa divulgou seu casamento "às escondidas" com Neusa Canabarro, ex-secretária de Educação em sua gestão municipal.
Na reta final do primeiro turno, uma pesquisa de intenção de votos realizada pelo Datafolha revelou Marchezan à frente de Collares, que passou a atacá-lo, questionando suas ligações com a ditadura militar. Na propaganda eleitoral, Collares buscou vincular a imagem de homem do povo e ressaltou suas origens humildes, intitulando-se de "O Negrão". Utilizou-se de slogans como "de jornaleiro a governador", "a força que vem do povo" e "neste, o povo confia". O trabalhismo e a figura de Brizola também foram destacados. Em 3 de outubro, recebeu 36,06% dos votos, seguido Marchezan com 33,25%, Fogaça com 20,53% e Genro com 10,16%.
No segundo turno, Marchezan afirmou que Antônia era sua apoiadora e reiterou as críticas sobre a venda de terrenos da prefeitura de Porto Alegre durante o mandato do opositor. A denúncia, inicialmente proferida por Genro, dizia que Collares vendeu lotes públicos a preços subfaturados, mas o Tribunal de Contas Estadual o inocentou. Por sua vez, Collares questionou a origem dos bens de Marchezan e suas ligações com a ditadura e Collor. O PT e o PMDB decidiram apoiá-lo; o governador Simon declarou que ele era o "menos ruim". Em 25 de novembro, elegeu-se governador com 2 319 400 votos, ou 61,17% dos votos válidos, quase 850 mil a mais que Marchezan. Venceu com grandes vantagens nas maiores cidades, com 68,7% em Porto Alegre, 63% em Caxias do Sul, 69% em Canoas, 64% em Pelotas e 66,5% em Santa Maria.

### Governo

#### Políticas públicas

Collares com Nelson Mandela, no Rio de Janeiro, em 1991

Em 15 de março de 1991, Collares foi empossado como governador do Rio Grande do Sul, o primeiro negro a ocupar o cargo. O país enfrentava uma grave crise econômico-financeira e, na primeira semana de governo, Collares decretou uma moratória da dívida durante dois meses, determinando a suspensão dos pagamentos aos fornecedores e a prioridade do pagamento do funcionalismo.
Mantendo a ênfase na participação popular, Collares criou os Conselhos Regionais de Desenvolvimento (Coredes) para a "promoção do desenvolvimento regional harmônico e sustentável". Os Coredes foram mantidos e expandidos nos futuros governos estaduais, auxiliando na definição de políticas públicas que promoveram a redução das diferenças regionais.
Em 1991, Collares propôs uma reforma administrativa para reduzir a burocracia e aumentar a eficiência da administração pública. Havia a previsão de diminuição no número de secretarias e de servidores; o estado contava com cerca de 200 mil servidores. O texto principal foi aprovado pela Assembleia Legislativa, com uma série de alterações, mas a maior parte das propostas foi rejeitada. Em 1992, anunciou que demitiria metade dos ocupantes de cargos de confiança, o que representava 3,5 mil funcionários.
Collares prometeu uma "revolução na educação" e nomeou sua esposa, Neuza Canabarro, para chefiar a pasta. As relações com o magistério, entretanto, foram conturbadas. Os professores iniciaram uma greve uma semana antes de assumir o executivo e cerca de 90% das escolas aderiram ao movimento grevista; os professores demandavam uma reposição salarial de 204%. O governo então criou o "calendário rotativo", que estabeleceu três períodos ao invés de dois e extinguiu os recessos de inverno e parte do de verão. O programa foi polêmico e levou à queda de sua popularidade; Collares o justificou pela falta de professores. Por outro lado, a construção de 75 CIEPs, com educação integral, foi bem recebida.
O crescimento econômico registrado no governo Collares foi o maior desde 1982. No início de seu mandato, o Produto interno bruto (PIB) gaúcho amargou uma queda de 2,2% em 1991, mantendo os índices negativos do ano anterior, quando a economia retrocedeu 6,6% no governo de Pedro Simon. A partir de 1992, porém, iniciou-se uma recuperação econômica que se prolongou pelo restante do mandato de Collares. O PIB cresceu 8,3% em 1992, 10,8% em 1993 e 5,2% em 1994, o melhor resultado acumulado desde 1982 – a economia gaúcha só atingiu expansão maior em 2010, no período de governo de Yeda Crusius.

#### Temas de interesse nacional
Collares acreditava que a política econômica do presidente Fernando Collor estava causando uma "profunda recessão" e pediu-lhe que suspendesse o pagamento das dívidas à União pelos governos estaduais por noventa dias. Na posse como governador, afirmou que "estaria ao lado" do presidente se este empreendesse as reformas de base propostas por Goulart. O PDT havia decidido se aproximar do presidente, especialmente o governador Brizola, mas o movimento foi interrompido em meados de 1992, diante das denúncias contra Collor. Em agosto de 1992, apoiou o processo de impeachment do presidente por crime de responsabilidade. No mesmo período, defendeu a fusão do PDT com o PSDB e o PTB, de modo a criar um partido nacional com "raízes trabalhistas e populares".
No plebiscito sobre a forma e o sistema de governo, realizado em abril de 1993, Collares inicialmente defendeu a adoção do parlamentarismo. No decorrer da campanha, mudou de ideia e passou a preferir a continuidade do regime presidencialista, alegando que o "excesso de marketing" da Frente Parlamentarista constituía um "desrespeito à população". O governador referiu ainda que, a despeito de ser um parlamentarista, acreditava que o Brasil não estava pronto para tal regime, que demandaria a revisão das bancadas parlamentares dos estados, uma reforma partidária e a adoção do voto distrital misto.
Em 1993, Collares chamou o movimento separatista da região Sul de "nazifascista" e declarou que seus líderes "não passavam no teste de sanidade mental", mas preparou um panfleto que descrevia o que considerava ser uma discriminação do governo federal. No texto, afirmou que seu estado enviava US$ 1 bilhão por ano para a Amazônia e o Nordeste, regiões que mantinham uma representação desproporcional na Câmara dos Deputados, que não obedeciam às populações estaduais. Collares ingressou com uma ação no Supremo Tribunal Federal (STF) para que as bancadas fossem revistas. O julgamento favorável à ação levaria ao aumento da quantidade de deputados federais dos demais estados fora das regiões Norte, Nordeste e Centro-oeste, mas os ministros da alta corte entenderam por rejeitá-la.

#### Relações institucionais
Collares teve uma oposição implacável do legislativo e dos professores, contrários ao calendário rotativo. No entanto, apesar das críticas permanentes dos deputados estaduais, seu governo perdeu apenas 10% das votações na Assembleia Legislativa. A relação conflituosa com o Partido dos Trabalhadores (PT), originada em seu mandato, fez com que futuramente rejeitasse alianças com os petistas. Em 1993, a Assembleia criou a CPI da Propina para apurar denúncias de que funcionários estaduais cobravam propina para a concessão de novas linhas de ônibus e o reajuste das tarifas. Collares e Mateus Schmidt, o secretário de Transportes, foram acusados de terem conhecimento das irregularidades. O governador alegou que era vítima de uma "farsa" e o relatório da comissão não o responsabilizou.
Em agosto de 1993, Collares anunciou que seria candidato ao Senado Federal em 1994. Uma série de denúncias, porém, rapidamente inviabilizaram sua pretensão. Em setembro de 1993, um empresário acusou a existência de uma rede de corrupção no governo, envolvendo familiares da primeira-dama. Em novembro do mesmo ano, o ex-prefeito Marcelo Carvalho, seu colega de partido e amigo, acusou Collares de conhecer e incentivar o recebimento de mercadorias de empresas em troca do perdão de dívidas atrasadas. Na época, Collares perdeu o apoio até de deputados de seu partido, rompeu com o PSDB e o PCdoB – o vice-governador tucano João Gilberto deixou a Secretaria de Ciência e Tecnologia, empreendeu uma reforma em seu gabinete e desistiu de sua candidatura ao Senado, argumentando que era uma prova da idoneidade de seu governo.

#### Índices de aprovação
Em setembro de 1993, o Datafolha revelou que 50% dos eleitores consideravam o governo Collares como regular, 26% como ótimo ou bom e 22% como ruim ou péssimo. O mesmo levantamento informou que a educação era considerada o principal problema do estado, com 24%, seguida por saúde com 17% e violência criminal com 12%. Um ano depois, o Datafolha indicou que 40% dos gaúchos consideravam o governo Collares como regular, 26% como ótimo ou bom e 32% como ruim ou péssimo. O Datafolha havia realizado pesquisas de aprovação de doze governadores, e Collares só registrou índice de ótimo ou bom maior que o governador carioca, Nilo Batista, que tinha 15%.

## Carreira política posterior
O PDT escolheu Sereno Chaise como candidato ao governo gaúcho no pleito de outubro de 1994, mas ele angariou apenas 5,6% dos votos. No segundo turno, o ex-ministro Antônio Britto derrotou Olívio Dutra, sucedendo Collares como governador em 1º de janeiro de 1995. Com o término do mandato, Collares "decidiu fazer umas experiências como fazendeiro" mas, como a descreveu, "foi um fracasso". Em 1998, elegeu-se deputado federal pela quarta vez, com 41 680 votos, o último colocado dentre os eleitos. Empossado em fevereiro de 1999, exerceu funções de liderança, inclusive como vice-líder do bloco PDT e PPS.
Em 2000, Collares concorreu ao executivo de Porto Alegre pela segunda vez. Era o principal opositor ao ex-prefeito petista Tarso Genro, cujo partido comandou a cidade nos três mandatos anteriores. Em abril, afirmou que buscaria uma frente antiPT, complementando: "Vou resgatar o trabalhismo. Não existe direita, esquerda ou centro nesta campanha". No período eleitoral, manteve o discurso antipetista, afirmando ser contrário à presença de seu partido na base do governador Olívio Dutra e que poderia apoiar a tucana Yeda Crusius em um eventual segundo turno contra Genro. Para Collares, os governos petistas aprofundaram a desigualdade na capital.
No primeiro turno de 2000, Collares recebeu 20% dos votos, atrás de Genro, com 48,7%, e superando Crusius, com 15,5%. Collares então se aliou a PFL, PPB, PSDB, PMDB e PL, mas sua passagem ao segundo turno gerou uma cisão no PDT. A direção estadual do partido comunicou sua saída da base de Dutra, mas alguns secretários pedetistas, como Dilma Rousseff, permaneceram no cargo e se licenciaram do PDT. Em um comício, Dilma denunciou o "caráter fascista da campanha de Collares em Porto Alegre". Collares acusou Dilma e os demais dissidentes, como Sereno Chaise e Milton Zuanazzi, de traição. Genro acabou sendo eleito com 63,5% dos votos.

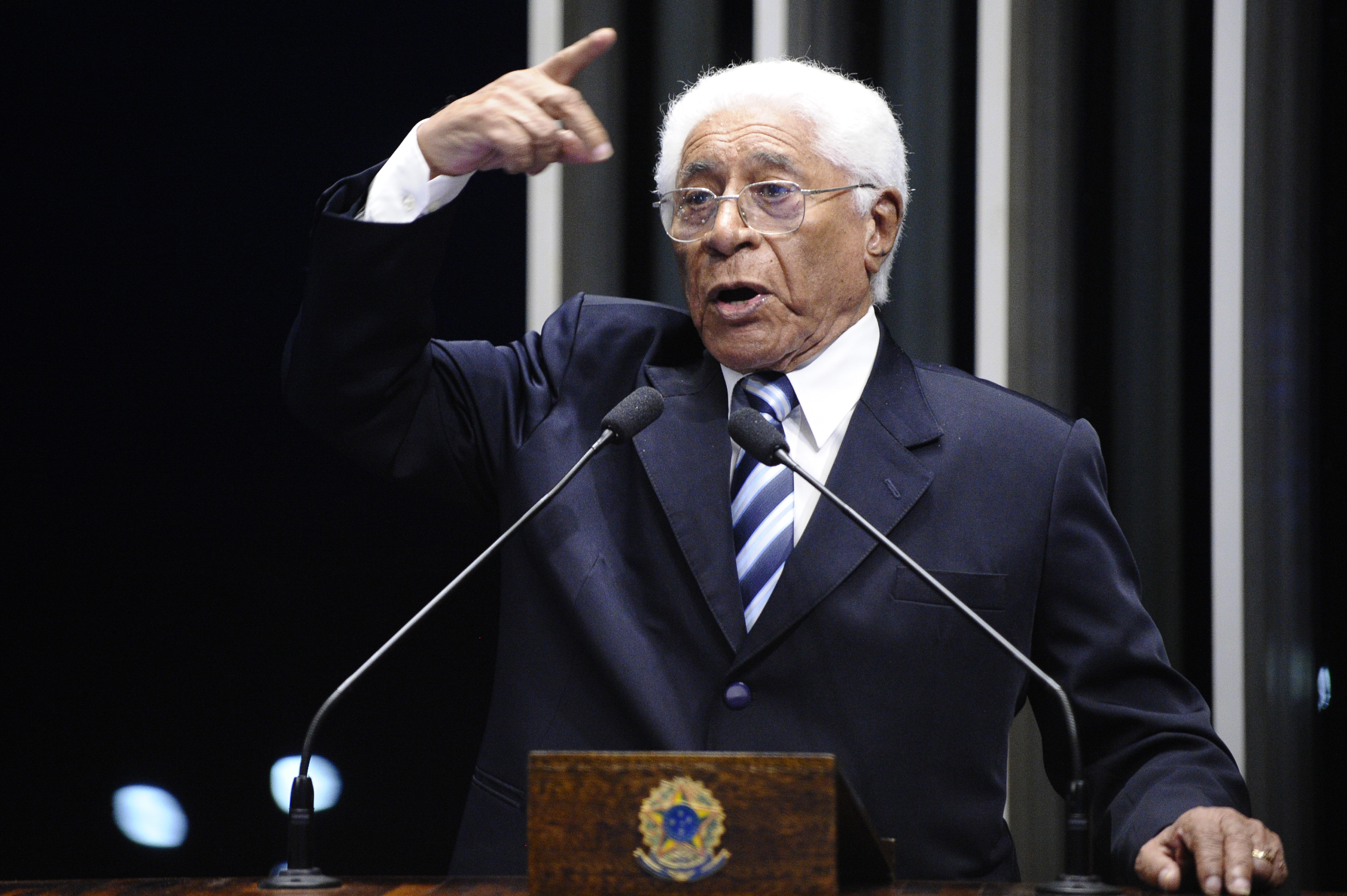
Collares discursando na tribuna do Senado Federal, em 2015

Em 2002, Collares foi eleito para um quinto e último mandato na Câmara dos Deputados, com 91 850 votos. Em 2003, votou contra a reforma da previdência do governo Lula e manteve críticas ao presidente, alegando que nem os militares haviam pressionado o Congresso tanto como Lula. Em 2006, candidatou-se pela última vez a um cargo público eletivo, o de governador. À época, era um principais nomes do PDT a nível nacional e chegou a ser cogitado como candidato à presidência da República, antes da escolha de Cristovam Buarque. Com 229 mil votos, ou 3,4%, logrou a quinta colocação.
Collares se aproximou do PT com a posse de Lula na presidência da República. No segundo turno de 2006, declarou apoio à reeleição do presidente, um ato considerado "inesperado" pela Agência Estado. Em 2008, foi designado por Lula para o conselho de administração da Usina Hidrelétrica de Itaipu, no lugar de Mauricio Tolmasquim. Em 2010, ao relembrar a oposição dos petistas ao seu governo, afirmou que seu apoio ao partido devia-se à sua "identificação" com "conjunto de ideias e de projetos para o país". Em 2010, contrariando o PDT gaúcho, que indicara Pompeo de Mattos para vice-governador na chapa de José Fogaça, do PMDB, apoiou a candidatura de Tarso Genro, justificando esta decisão pela falta de adesão de Fogaça à candidatura presidencial de Dilma.
Em 2013, Collares tentou viabilizar sua candidatura à presidência do PDT, mas a pretensão foi infrutífera e Carlos Lupi reelegeu-se por aclamação. Em 2014, foi contrário à participação do PDT no governo de José Ivo Sartori, mas foi voto vencido. Em 2015, foi agraciado pelo Senado com a Comenda Abdias do Nascimento. Em maio de 2016, deixou o conselho da Itaipu. Nos anos seguintes, manteve-se ativo politicamente. Em 2018, foi indicado por uma ala de seu partido como candidato ao Senado, mas recusou o convite alegando problemas de saúde. Em 2020, declarou apoio à candidatura de Manuela d'Ávila no segundo turno da eleição para a prefeitura de Porto Alegre.

## Vida pessoal

### Casamentos e filhos
Nos anos 1950, Collares iniciou um relacionamento com sua primeira esposa Antônia, com quem teve os filhos Antônio Alceu, Júlio César e Adriana. Júlio César faleceu em 1968, aos dezesseis anos de idade, vítima de um afogamento na Praia de Ipanema, em Porto Alegre. Collares e Antônia permaneceram casados até 1988. Naquele momento, ele era o prefeito de Porto Alegre e Antônia dirigia o Movimento Assistencial de Porto Alegre, exercido tradicionalmente pela primeira-dama do município. Antônia faleceu em 2011, vitimada por um câncer.
Após divorciar-se de Antônia, Collares se casou com Neuza Canabarro, uma professora do ensino primário que havia conhecido na década de 1980 por conta de sua participação em uma greve do magistério que, por ter sido considerada ilegal, acarretou em sua demissão como diretora. Neuza coordenou sua campanha ao governo gaúcho em 1982 e à prefeitura em 1985, sendo a secretária de Educação durante ambas as gestões. Neuza concorreu a deputada estadual em 1998 e em 2006 e a vereadora da capital em 2004 e 2008, alcançando a suplência nas quatro candidaturas. Em 2005, foi empossada vereadora.
Em 2008, um exame de DNA comprovou que Collares era pai de Racine Montezzana de Oliveira, fruto de um breve relacionamento com Carmen Montezzanna. Collares não foi informado por Carmen sobre sua gravidez, conhecendo Racine apenas quando este tinha dezoito anos. A despeito do exame, não reconheceu a paternidade.

### Religião e espiritualidade
Collares seguia o espiritismo kardecista. Frequentou centros espíritas desde a década de 1950 e estudou no Atheneu Espírita. Em 2011, declarou que sua capacidade mediúnica "não chega a ser grande" e em 2015, abordando suas perdas familiares, afirmou: "O velho lá de cima me proporcionou uma série de aprendizados no campo da espiritualidade. Comecei no catolicismo, depois no kardecismo, umbanda, mas nada disso ameniza essa dor".
Collares foi iniciado na Maçonaria, ingressando na Loja  Electra nº 21,  pertencente à Grande Loja Maçônica do Estado do Rio Grande do Sul em 15/11/1961, onde atingiu o terceiro grau de mestre em 07/02/1973. Esteve filiado posteriormente à Loja República Rio-Grandense nº 174, também da Grande Loja. Ainda por aquela Potência Maçônica, foi Garante de Amizade da Loja "Caridade Santanense", de Santana do Livramento, além de receber a Comenda Atividade Maçônica no Grau de Platina.

### Saúde e morte
Em junho de 2017, Collares foi internado em decorrência de uma trombose na perna direita que resultou em embolia pulmonar. Em setembro do mesmo ano, foi submetido a uma cirurgia para a retirada de um tumor. Completou os noventa anos de idade internado em uma unidade de tratamento intensivo do Hospital Mãe de Deus. Em março de 2021, Collares contraiu COVID-19, foi internado no Hospital Mãe de Deus e recebeu alta no mesmo mês.
Collares faleceu na madrugada de 24 de dezembro de 2024 em Porto Alegre após ser internado no Hospital Mãe de Deus para tratar uma pneumonia; a causa da morte foi falência de múltiplos órgãos.